# ماري دونكان
ماري دونكان (بالإنجليزية: Mary Duncan)‏ هي ممثلة أمريكية، ولدت في 13 أغسطس 1895 في الولايات المتحدة، وتوفيت بنفس المكان في 9 مايو 1993 بسبب مرض.

## أعمال

### أفلام
- (1933) مجد الصباح

## وصلات خارجية
- ماري دونكان على موقع IMDb (الإنجليزية)
- ماري دونكان على موقع ألو سيني (الفرنسية)
- ماري دونكان على موقع أول موفي (الإنجليزية)
- ماري دونكان على موقع قاعدة بيانات برودواي على الإنترنت (الإنجليزية)
- ماري دونكان على موقع قاعدة بيانات الأفلام السويدية (السويدية)
- ماري دونكان على موقع قاعدة بيانات الفيلم (الإنجليزية)
- ماري دونكان على موقع كينوبويسك (الروسية)